# Max Gulbins
Max Gulbins (* 18. Juli 1862 in Kummetschen, Kreis Goldap, Ostpreußen; † 19. Februar 1932 in Breslau) war ein deutscher Organist, Kantor und Komponist.

## Leben
Gulbins studierte an der Berliner Musikhochschule (ab 1882) bei Heinrich von Herzogenberg und Friedrich Kiel. Es folgten Stellungen als Musikdirektor in Stallupönen (1888) und Insterburg (1896), dann als Kantor in Elbing (1900) und schließlich die Ernennung zum Kantor und Oberorganist an St. Elisabeth in Breslau (1908). 1917 wurde er dort zum Professor ernannt.

## Werke

### Kompositionen für Chor
- Da alles stille war (SATB), Sonat-Verlag
- Daran ist erschienen die Liebe Gottes (SATB), Sonat-Verlag
- Das Licht scheinet heute (SATB), Sonat-Verlag
- Freuet euch in dem Herrn (SATB), Sonat-Verlag
- Heilige Nacht (SATB), Sonat-Verlag
- Herr, lehre mich tun (SSA), Sonat-Verlag
- Herr, wie lange willst du mein so gar vergessen (SSA), Sonat-Verlag
- Jauchzet dem Herrn alle Völker (SATB), Sonat-Verlag
- Kommst du, Licht der Heiden (SATB), Sonat-Verlag
- Meine Seele ist stille zu Gott (SSA), Sonat-Verlag
- Nach dir, o Herr, verlanget mich (SATB), Sonat-Verlag
- O Jesu, schöne Weihnachtssonne (SATB), Sonat-Verlag
- Siehe, ich verkünd’ge euch (SATB), Sonat-Verlag
- Und das Wort ward Fleisch (SATB), Sonat-Verlag
- Volk Zions, siehe (SATB), Sonat-Verlag
- Vom Himmel hoch (SATB), Sonat-Verlag

### Kompositionen für Solo und Begleitinstrument
- Das Vater Unser, für Sopran Solo und Orgel, Sonat-Verlag
- Sechs geistliche Gesänge für Stimme und Orgel (Harmonium, Klavier), op. 33
- Drei Lieder für dreistimmige Frauen- oder Kinderchor und Orgel ad lib., op. 35

### Kompositionen für Orgel
(Mit * gekennzeichneten Stücke sind im B-Note Musikverlag erschienen.)
- Sonate Nr. 1 c-Moll op. 4 (1900)*
- Vier kleine Stücke: op. 14, für Violoncello & Orgel
- 36 kurze Choralvorspiele zum kirchlichen Gebrauch op. 16
- Zwei Stücke für Orgel op. 17*
  - Brautzug (Marcia pomposa)
  - Trauerzug (Marcia funebre)
- Sonate Nr. 2 f-Moll op. 18 (1901)*
- Sonate Nr. 3 B-Dur op. 19 (1901)*
- Sonate Nr. 4 C-Dur op. 28 „Paulus – Ein Charakterbild“*
- „Das Vater unser“ – 7 Gedichte für Solostimme und Orgel (Harmonium) op. 29, Neuausgabe Berlin 2011*
- Vier Charakterstücke op. 31*
  - Fantasie über „Wenn meine Sünd mich kränken“
  - Trio
  - Canzone
  - Doppelfuge
- Choralbearbeitungen op. 41
- 15 Charakterstücke op. 55
- 10 Charakterstücke „Für die Passionszeit“ op. 58, Sonat-Verlag
  - 1. Christe du Lamm Gottes
  - 2. Die Seele Christi heil’ge mich
  - 3. Seele, geh nach Golgatha
  - 4. Jesu, deine Passion
  - 5. Der am Kreuz ist meine Liebe
- Orgelsuite op. 71*
- 10 Präludien „Biblische Bilder“ op. 73, Sonat-Verlag
  1. Weihnachten I
  2. Weihnachten II (Math. 2, 1–12)
  3. Passion I (Joh. 19, 1–30)
  4. Passion II (Joh. 19, 38–40)
  5. Ostern (Mk. 16, 1–8)
  6. Pfingsten (Apg. 2, 37–37)
  7. Dankfest I (Ps. 104)
  8. Bußtag (Psalm 51)
  9. Totenfest (Off. 7, 14–47)
  10. Dankfest II (Ps. 103)
- 9 größere Festpräludien op. 87, Sonat-Verlag
- Sonate Nr. 5 Es-Dur op. 98 „Kriegssonate“ (mit 2 Trompeten, 2 Posaunen, 1 stg. Knabenchor ad lib. im Schlusssatz)*
- Fest-Fantasie „Ein feste Burg“ op. 101*
- Vier Weihnachts-Festfantasien op. 104, Neuausgabe Berlin 2012*
  - Vom Himmel hoch
  - Stille Nacht
  - O du fröhliche
  - Tochter Zion, freue dich
- Drei Festfantasien zu Totenfest und Gedenkfeiern für Orgel op. 105*
- Vier Orgelfantasien für die Passions- und Osterzeit op. 108*
- Drei Festfantasien für Himmelfahrt und Pfingsten op. 110
- Drei Fest-Fantasien für Orgel op. 111*